# Donggyeongi

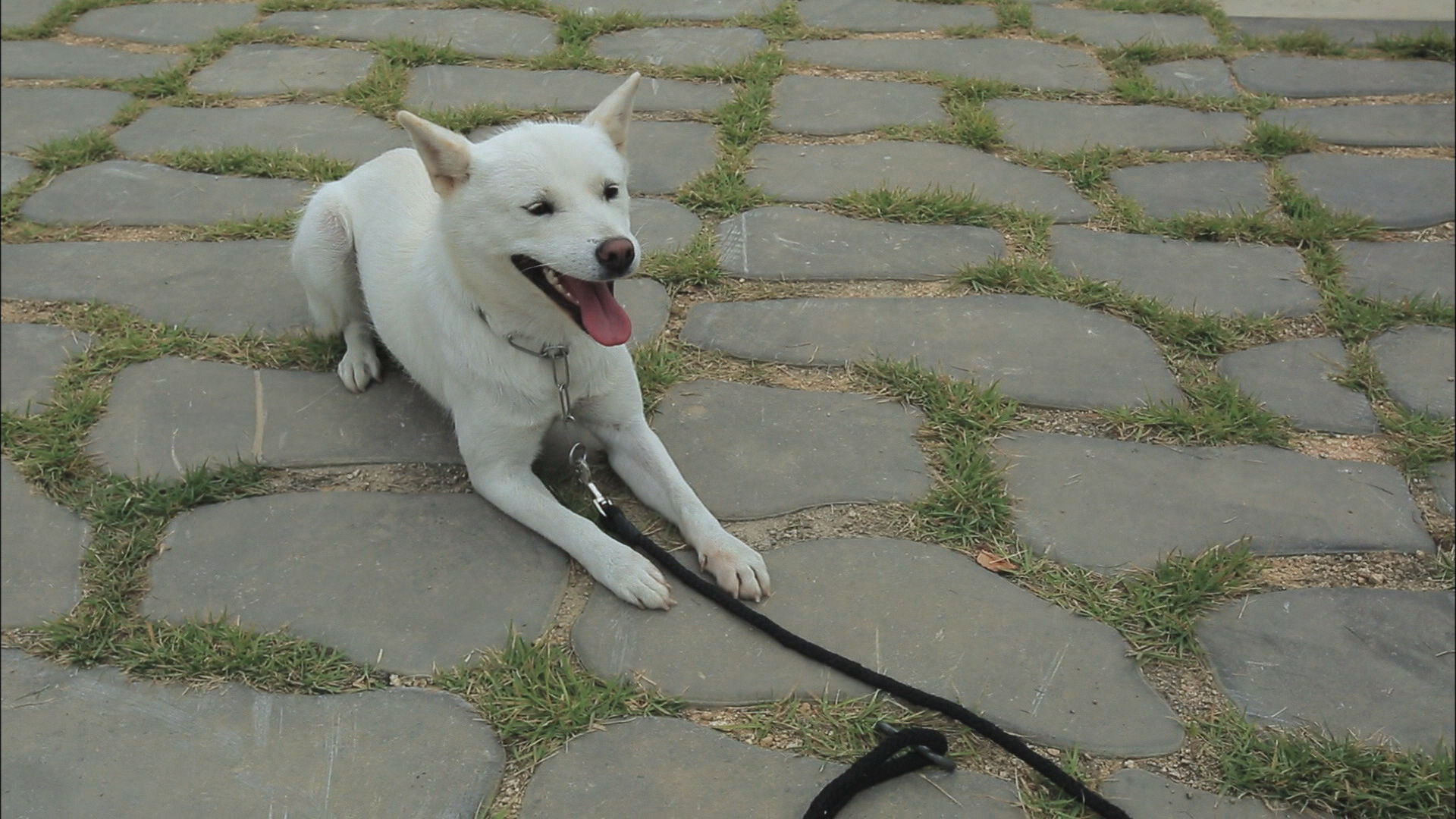
Donggyeongi au pelage blanc.

Le donggyeongi, également nommé daying gun (댕견) ou encore Donggyeong gae (동경 개), est une race de chiens originaire de Corée du Sud.
Ce chien a été classé dans la catégorie « espèce animale nationale à protéger ». Il est très connu pour sa queue excessivement courte. Il est en effet le seul chien originaire de Corée à avoir la queue courte.

## Origine
Il vient de Corée et plus précisément de la région de Gyeongju, au sud-est de la Corée du Sud.

### Étymologie
Donggeyong était le nom de la capitale médiévale coréenne de la dynastie, Gyeongju.

## Description
Le donggyeongi est un chien de taille moyenne mais avec une queue extrêmement courte. Son visage est semblable à celui d'un autre chien, le Jindo coréen.

## Histoire
D'après l’Administration de l’héritage culturel de Corée du Sud, les Donggyeongi apparaissent souvent dans d'anciens documents ou dans des œuvres d'art et que par conséquent, ils sont porteurs d'un sens historique et culturel. Cependant durant l'ère coloniale japonaise, ils étaient abattus en masse aussi bien pour leur peau que par leur ressemblance avec komainu, une des images visibles dans les sanctuaires shintō et dans les symboles royaux. Une fois la libération de la Corée du Sud, ils étaient encore très mal vus car ils avaient la queue très courte et donc on les considérait comme porteurs de malchance et comme des chiens inutiles et handicapés. Plus tard, l'hybridation avec d'autres races a accentué la menace qui était déjà dangereuse sur la population des Donggyeongi. Aujourd'hui, il est possible de les voir dans leur région d'origine, c'est-à-dire dans la région de Gyeongju, située dans la péninsule sud-coréenne.

## Recherches et protections
Le gouvernement de Corée du Sud a classé les Donggyeongi en tant qu'espèce nationale à protéger car des études génétiques ont prouvé que les donggyeongi étaient originaires de Corée. Ils sont donc la troisième espèce de chien coréenne à entrer dans ce classement, après les espèces Jindo coréen et Sapsal.